# Chrześcijaństwo ludowe
Chrześcijaństwo ludowe – termin definiowany na różne sposoby przez wielu badaczy; między innymi jako „chrześcijaństwo praktykowane przez podbitą ludność”; chrześcijaństwo tak, jak jest ono przeżywane przez większość osób – definicja mająca przezwyciężać podział ortodoksję i nieortodoksję; chrześcijaństwo będące pod wpływem przesądów w wyniku praktyki różnych chrześcijańskich grup geograficznych; a także chrześcijaństwo definiowane „w kategoriach kulturowych bez odniesień do teologii oraz historii”.